# Société d'émulation du Bourbonnais
La Société d'émulation du Bourbonnais est une société savante fondée à Moulins en 1845.
Un arrêté préfectoral du 30 janvier 1846 lui donna l'existence juridique et dès 1925, par un décret du 20 août, elle fut reconnue d'utilité publique.

## Objet social
La société se consacre à l'étude historique, archéologique, sociale et culturelle de l'ancienne province du Bourbonnais, correspondant en gros au département de l'Allier. Elle encourage également les chercheurs intéressés par ce domaine.

## Moyens d'action
La société possède une riche bibliothèque mise à la disposition de ses membres et située 93, rue de Paris à Moulins.

## Publications
Depuis son origine, la société publie une revue réputée le Bulletin de la Société d'émulation du Bourbonnais, trimestriel, ainsi que divers autres ouvrages.

## Chapelle Saint-Mayeul
La Société d'émulation était propriétaire depuis 1933 de la chapelle de l'ancien prieuré Saint-Mayeul au Brethon. Elle avait obtenu le prix Émile-Mâle pour sa restauration en 1989. Ne pouvant plus faire face à l'entretien des lieux, elle l'a cédée en 2014 pour un euro symbolique à la commune du Brethon.